# Guy Ferre
Guy Ferre, dit le Jeune, est un chevalier et administrateur gascon du XIVe siècle, sénéchal de Gascogne à deux reprises (1298-1299 et 1308-1309) pour le roi d'Angleterre. 
Guy est le fils de John Ferre. C'est un chevalier de la Maison de la reine d'Angleterre Éléonore de Castille entre 1277 et 1290 et l'Intendant (Steward) de la Maison entre 1288 et 1290. Nommé sénéchal de Gascogne le 12 mars 1308, en remplacement de John de Havering, il assume cette charge jusqu'à son remplacement par John Hastings en 1309. 
Marié à Eleanor Mountender, il meurt sans enfant en 1323.